# Округ Бродвотер (Монтана)
Бродвотер (енгл. Broadwater County) је округ у америчкој савезној држави Монтана.

## Демографија
По попису из 2010. године број становника је 5.612, што је 1.227 (28,0%) становника више него 2000. године.
| Група             | 2000.         | 2010.         |
| Белци             | 4.214 (96,1%) | 5.310 (94,6%) |
| Афроамериканци    | 12 (0,3%)     | 15 (0,3%)     |
| Азијати           | 5 (0,1%)      | 9 (0,2%)      |
| Хиспаноамериканци | 58 (1,3%)     | 126 (2,2%)    |
| Укупно            | 4.385         | 5.612         |